# Laduträsket, Ångermanland
Laduträsket är en sjö i Nordmalings kommun i Ångermanland och ingår i Leduåns huvudavrinningsområde. Sjön har en area på 0,0931 kvadratkilometer och ligger 239 meter över havet.

## Delavrinningsområde
Laduträsket ingår i det delavrinningsområde (707299-167023) som SMHI kallar för Utloppet av Laduträsket. Medelhöjden är 246 meter över havet och ytan är 0,38 kvadratkilometer. Räknas de 5 avrinningsområdena uppströms in blir den ackumulerade arean 8,53 kvadratkilometer. Vattendraget som avvattnar avrinningsområdet har biflödesordning 3, vilket innebär att vattnet flödar genom totalt 3 vattendrag innan det når havet efter 34 kilometer. Avrinningsområdet består mestadels av skog (73 procent). Avrinningsområdet har 0,09 kvadratkilometer vattenytor vilket ger det en sjöprocent på 22,9 procent.